# ブザウ
ブザウ （ルーマニア語: Buzău）は、ルーマニア、ワラキア地方のブザウ県の都市で県都。ブザウ川右岸に位置している。
ブザウはルーマニア南東部における鉄道の拠点となっていて、ブカレストからモルダヴィアに向かう列車と、トランシルバニアから黒海海岸に向かう列車が交差している。

## 歴史
中世、ブザウはワラキア地方の市場都市で、東方正教の主教座であった。17、18世紀の間に何度も破壊されたため、現在の市章にはフェニックスが描かれている。度重なる破壊があったため、18世紀より古い時代の建造物は残されていない。その後、ブザウは徐々に復興し、現在はルーマニア南東部における重要な近代都市となっている。

## 出身有名人
- ステリアーノ・フィリプ - プロサッカー選手
- ガブリエラ・ドラゴイ - 女子体操選手